# عقلانية (عمارة)

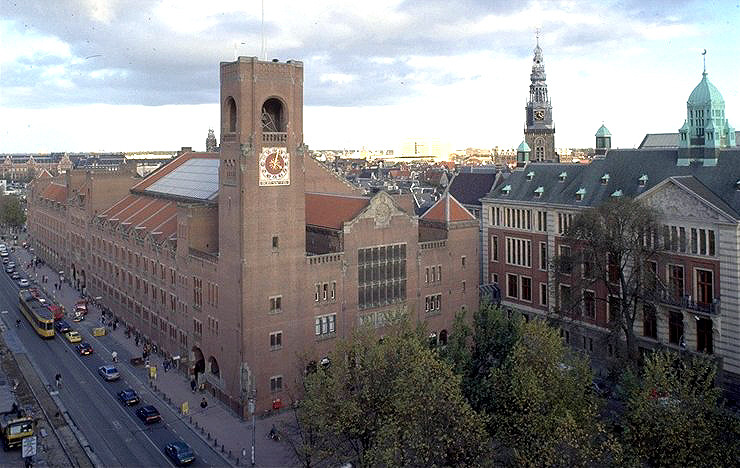

تعتبر العقلانية في العمارة تيارًا معماريًا تم تطويره في الغالب من إيطاليا في عشرينيات وثلاثينيات القرن العشرين. ادعى فيتروفيو في عمله دي أركيتيتورا أن العمارة هي علم يمكن فهمه بعقلانية. تناولت الرسائل المعمارية لعصر النهضة هذه الصيغة وطورتها. عارضت نظرية الفن التقدمي في القرن الثامن عشر استخدام الباروك للخداعية مع الجمال الكلاسيكي للحقيقة والعقل.
تُستمد العقلانية في القرن العشرين من عمل نظري خاص وموحد بقدر أقل من كونها تُستمد من الاعتقاد السائد بأن المشاكل المتنوعة التي يطرحها العالم الحقيقي يمكن حلها عن طريق العقل. وبهذا الصدد، مثلت العقلانية رد فعل على التاريخانية ونقيضًا للفن الحديث والتعبيرية.
يُستخدم مصطلح العقلانية عادة للإشارة إلى الطراز الدولي واسع النطاق. 

## العقلانية التنويرية
يُطبق اسم العقلانية بصورة رجعية على حركة في العمارة نشأت خلال عصر التنوير (بشكل أكثر تحديدًا، الكلاسيكية الجديدة)، بحجة أن القاعدة الفكرية للعمارة تعتمد في المقام الأول على العلوم بدلًا من تقديس ومحاكاة التقاليد والمعتقدات القديمة. أكد المعماريون العقلانيون المتبعين لفلسفة رينيه ديكارت، على الأشكال الهندسية والنسب المثالية.
ظهر أسلوب لويس السادس عشر الفرنسي في منتصف القرن الثامن عشر بجذوره التي بدأت بتضاؤل الاهتمام بالفترة الباروكية. انجذبت المفاهيم المعمارية في ذلك الوقت إلى الاعتقاد شيئًا فشيئًا بأن العقل والأشكال الطبيعية مرتبطة ببعضها ارتباطًا وثيقًا، وأنه ينبغي لعقلانية العلم أن تكون أساسًا لوضع العناصر الهيكلية. في نهاية القرن الثامن عشر، جادل جان نيكولاس لويس دوراند، وهو مدرس في مدرسة الفنون التطبيقية في باريس المؤثرة في ذلك الوقت، بأن العمارة في مجملها كانت تستند إلى العلم.
من بين المنظرين المعماريين في تلك الفترة الذين قدموا أفكارًا عقلانية، الأب جان لويس دو كورديموا (1631- 1713)، ومن البندقية كارلو لودولي (1690- 1761)، والأب مارك أنطوان لوجير (1713- 1769) وكاترومير دو كونسي (1755- 1849).
تصور عمارة كل من كلاود نيكولاس لوديو (1736- 1806) وإتيان لويس بوليه (1728- 1799) خصائص عقلانية التنوير، باستخدامهما للأشكال الهندسية المحضة بما في ذلك الكرات والمربعات والأسطوانات.

## العقلانية الهيكلية
يشير مصطلح العقلانية الهيكلية إلى الحركة الفرنسية التي نشأت في القرن التاسع عشر، ترتبط عادة بكل من المنظرين يوجين إيمانويل فيوليه لو دوك وأوغست تشويسي. رفض فيوليه لو دوك مفهوم العمارة المثالية ونظر بدلًا من ذلك إلى العمارة كنهج بناء عقلاني يُحدد من خلال مواد البناء والغرض ووظيفة المبنى.
كان المعماري أوجين تراين واحدًا من أهم الممارسين في هذه المدرسة ولا سيما مع المباني التعليمية مثل مدرسة تشابتال ومدرسة فولتير. 